# 諏訪ななか
諏訪 ななか（すわ ななか、1994年11月2日 - ）は、日本の女性声優、歌手。埼玉県川越市出身。ステイラック所属。愛称は主にすわわ。Aqoursのメンバーでもある。

## 経歴
テレビアニメ『ひだまりスケッチ』がきっかけで声優になりたいと思うようになる。中学2年生のとき、埼玉県から代々木にある声優の養成所に週1回通学していたが、高校入学にあたり、母親の意向もあり、養成所を辞めることになる。その一方で、高校では外国語科で学びながら、英語劇部の活動を3年間続けた。
A&Gアカデミー第15期生。
高校3年生のとき、超!A&G+のラジオ番組のオーディションに合格し、2013年に声優デビュー。文化放送のインターネットラジオ番組超!A&G+の販売ユニット「うるめいつジュニア」としても活動していた。2014年、A&Gアカデミー・ボーカルコース優秀者の高林大旗と結成した二人組ユニット『Supreme Daydream』として音楽活動を行っていた。2015年4月8日、アミュレート所属となる。
2015年、『ラブライブ!』の新シリーズ『ラブライブ！サンシャイン!!』（松浦果南役）への出演が決まり、同時にAqoursとしても活動を開始。本人曰く、事務所に入って程なくしてのタイミングで、『ラブライブ！サンシャイン!!』のオーディションに合格したという。
2017年3月、Aqoursの一員として、第11回声優アワードにて、歌唱賞を受賞した。
2021年3月31日付でアミュレートを退所。6月1日付でステイラックに業務提携扱いで所属する。

## 活動・人物

### 活動について
『ラブライブ！サンシャイン!!』（松浦果南役）は、オーディションから「果南役を望んでいた」ため、「少しボーイッシュでシンプルな服装で臨んだ」という。2016年8月のインタビューでは、「自分もどんどん成長して9人の絆を深めて、みんなと一緒に新しい世界を開いていけたらいい」と意気込みを述べている。また、2017年12月のインタビューでは、（『ラブライブ!サンシャイン!!』という作品、あるいは果南との出会いによって）「声優として活動していますといえる実感を（やっと）持てるようになった」「声優人生の転機になった」と述べている。
声優としてのみならず、（将来的な目標として）ソロ歌手としての活動やミュージカルへの挑戦への意欲も示唆している。また、「（アフレコ以上に、）ライブに出て、ステージの上で歌ったり踊ったりできることが、楽しくてとても生きがいを実感できます」と述べている。
自身が目標とする声優として、後藤邑子を挙げている。後藤とは、2017年8月の『Animelo Summer Live2017 - THE CARD -』1日目において、同じステージに立つことが叶うことになったが、その際に喜びのツイートをしている。

### 人物的特徴等
愛称は主に「すわわ」。ただし、Aqoursのメンバーである降幡愛からは「おすわ」と呼ばれることがある。
座右の銘として、「Challenge＆Never Give Up」を挙げている。理由として、「何事もまず挑戦してみて、諦めないことを大切にしているから」「挑戦する心を忘れないでいたいと思っているから」と述べている。
自身の特徴について、「マイペース」「頑固である」「物事を深く考えずにフィーリングで生きる感じ」「あまり物事に執着しない、さっぱりした性格」「何事にも、それはそれ、これはこれと考える」と述べている。また、ダンスが苦手で高校や大学の授業などでは「友だちに付き合ってもらって居残りで練習していた」という。人物的特徴として、Aqoursのメンバーである小宮有紗は「（普段は出さないけど）絶対陰で努力してるんだろうな、ということは感じます。だから、（私も、［同じ3年生組である］鈴木愛奈も、諏訪が）Aqoursの3rdシングルにてセンターをつかんだときは、（自分のことのように）とても嬉しかった」と述べている。
自身は、寝ることやゲームなどが好きなインドア派であり、スポーツは全くできないとのことで、特技がダイビングでアクティブな少女として描かれる果南とは対照的であり、素直に尊敬できるところと述べている。また、自身の好きなファッションとして、「フリルのブラウス」「ワンピース」のような、「いかにも女の子っぽいファッション」を挙げており、その意味でも果南とは正反対であるという。好きな色として、「ピンク」及び「紫」を挙げている。私服では、「全身ピンク」「全身紫」にすることが少なからずあるほど、好んで着用するという。
趣味は、寝ること、ゲーム、映画鑑賞、散歩。特技は、ダンス、ピアノ、書道、浴衣の着付け、靴を壊すこと。本人曰く、「寝る前に枕を叩くこと」が、毎日の習慣であるという。
甘いものが好きであり、特に「食事よりもアイスが好きです」というほどに、アイスが大好物であるという。その一方で、2017年9月に、所属事務所を通して、ファンからの「食品類（飲料含む）のプレゼント」を辞退させて頂く意向を表明した。
人混みが嫌いであるという。また、「泳ぐのは苦手だけどダイビングはできる」ということを述べている。
ヘアアレンジを好み、自身のTwitterでは、ヘアアレンジの写真を時折アップしている（自身の持ち番組「諏訪ななかのすわわーるど」の放送報告のツイートでも、ほぼ毎回のように異なる髪型を披露している）。本人曰く、「アニメのキャラクターのような難しい髪型に挑戦することが好きです」とのことである。
本人曰く、「（子ども時代から）視力がずっと悪い」とのことであり、小学生のときからずっと眼鏡を着用していたという。声優になってからは、普段はコンタクトレンズをつける一方で、自宅では現在でも眼鏡を着用することがあるという。アラレちゃんが使用しているような、「機能的で目に優しい、実用的な眼鏡」をいくつか所持しているとのことである。
蒼樹うめ（『ひだまりスケッチ』の原作者）及び田村ゆかりのファンである。
声優になる以前からアニメイトをよく利用しているとのことで、声優になってからも公私両面で利用するほか、京都や大阪、北海道や沖縄などへプライベートで訪れた際にも、アニメイトに立ち寄るほどであるという。そのため、（2017年12月時点で）アニメイトの専用ポイントカード（のポイント）が、DVDを購入できるほどに貯まっているという。
Aqoursのメンバーの中でも、特に英語に自信があるとのことであり、2016年7月のロサンゼルス訪問の際、「英語は子どもの頃からずっとやってて、こういう所で使えたのは嬉しかったなあ」とのことであり、実際に英語のツイートも披露している。しかし中学生時代は、（英語よりも）数学の方がむしろ得意であったとのことであり、高校で外国語科で学び、英語劇部で活動をし続けたことで、英語が得意になれたという。

## Aqoursとして
自身のAqoursとしての活動姿勢として、「（技術的に下手でも）楽しそうに歌って踊ることを心掛けている」と述べている。理由として、「技術的なことは簡単に身につくものではないけど、楽しそうに踊ることは誰でもすぐにできる（と思うから）」を挙げている。また、Aqoursの活動を通して学んだこととして、「『できないことがあっても、できるまで頑張ればいいんだ』と、物事をポジティブに考えられるようになった」「頑固である自分が、もっと視野を拡げて、いろんな方々の言葉や考えに耳を傾けようと心掛けるようになった」と述べている。また、2017年9月のインタビューでは、「Aqoursは、（「職業としてのアイドル」ではないからこそ）青春時代の楽しさや、きらめきを見せられるアイドルになれたらいいな、と思っています」と述べている。
果南について、自身との共通要素として、「物事を深く考えずにフィーリングで生きる感じ」を挙げている。本人曰く、果南を演じるにあたり、「お姉さん（的な存在）なんだけど、親しみやすさを感じてもらえるように表現する」ことを心掛けているという。また、2017年春のインタビューでは、果南の特徴について「友達想いで、スタイルがよくて、かわいい」「おっとりしているのに、体力があって運動ができる（という）ギャップがある」と述べている。
テレビアニメ1期の第9話のアフレコを時間をかけて録ったとのことだが、その際に、それ以前（1期の第8話まで）の果南は、本当に友達を想ってるからこそ、感情を出せなくなり、言えないことが多くなってしまっていたことに気付いたこと、そしてだからこそ、第9話で（果南としての）感情をやっとぶつけられた、「ハグしよ？」というセリフが、（ひときわ）想いのこもった言葉になったことを、2017年春のインタビューにて述べている。
インタビューにおいて、Aqoursの活動を通して、「ダンスは大好きだけど苦手」であることを、しばしば言及している。本人曰く、ダンスは「高校の部活（英語劇部）」でやっており、また、「ミュージカルを学ぶ大学に通っている」とのことだが、それらを通して培ったことと、Aqoursのダンスとは「全くの別物」とのことで、「頭のイメージと実際の動きに差があることが多い」とのことだが、メンバーの親身な助言を通して、吸収することができているとのことである。
Aqoursのメンバーの中では、特に鈴木愛奈との親交が深い。本人曰く、「公私共に、仲良しでもあり、ライバルでもある」とのこと。自身のTwitterでも、「ななあいにゃ」と称して、鈴木との2ショット写真を時折アップしている。
Aqoursの楽曲の中でも特に大切な楽曲として、『HAPPY PARTY TRAIN』（以後、「HPT」と略して表記）及び『夏の終わりの雨音が』を挙げている。特にHPTについての思い入れの強さはインタビューで時折言及しているが（自身のセンター曲である）、センターを務めることが決まった当初は自分の実力が追い付いていないことに、もどかしさを感じていたという。そのため、センターが決まってすぐにボイストレーニングに通い始めたという。ボイストレーニングを通して、「歌い方や声の出し方も変わって、自分のやりたかった表現ができるようになった」ことを、2017年9月のインタビューにて述べている。また、『Animelo Summer Live2017 - THE CARD -』（1日目）において、HPTを歌唱した際に、「こんなに大きなステージで、センターに立って歌えるんだ！」という嬉しさを実感できたこと、及び、観客全体が果南のイメージカラー（エメラルドグリーン）を示してくれたことに感動して、この経験が自信になったという。
Aqoursの1stライブ（2017年2月。横浜アリーナ）に臨む際は、自身にとって、「（それまでに）一度の機会に多くの曲を人前で歌う機会がなかった」とのことであり、不安や緊張のあまり、本番直前に泣いてしまったという。しかし、みんなで支え合い、足りない部分を補い合う（という意識で臨んだ）ことで、「（Aqoursのメンバーの）9人で大きなステージができた」「みんなでこの時間を共有しているんだな、ということを感じられた」と思えて、自信になったとのことである。また、 「（1日目冒頭の）『青空Jumping Heart』で、（登場時は後ろ向きだが、ステージへと振り向いた瞬間に）目に入ってきた光のきらめきが（とても衝撃的で）一生忘れられないと思います」とも述べている。
1stライブを通して、自身にとってのAqoursとはどのような存在になったかということについて、「一緒に成長して高めあっていける仲間であり、ライバルのような存在」と述べている。また、1stライブの際、ファンへの感謝の想いとして、「1日目の感想が綴られた手紙を2日目のプレゼントBOXに入れてもらえていたことが、とても嬉しかった」と述べている。

## 出演
太字はメインキャラクター。

### テレビアニメ
2016年
- ラブライブ!サンシャイン!!（2016年 - 2017年、松浦果南） - 2シリーズ
- サバパラ（ミヨ）
- PJベリーのもぐもぐむにゃむにゃ（サニーファニー）

2017年
- ガヴリールドロップアウト（客）

2018年
- ラストピリオド -終わりなき螺旋の物語-（女性）

2020年
- 痛いのは嫌なので防御力に極振りしたいと思います。（2020年 - 2023年、ユイ） - 2シリーズ
- ド級編隊エグゼロス（生徒）
- 異常生物見聞録（南宮五月）
- 100万の命の上に俺は立っている（三代目マジハピンク）

2021年
- バトルアスリーテス大運動会 ReSTART!（明星ひなた）

2022年
- 新米錬金術師の店舗経営（ケイト・スターヴェン）

2023年
- 幻日のヨハネ -SUNSHINE in the MIRROR-（2023年、カナン）

2025年
- 完璧すぎて可愛げがないと婚約破棄された聖女は隣国に売られる（ジェーン・マーティラス）

### 劇場アニメ
- 台風のノルダ（2015年、オテンバ[62]）
- ラブライブ!サンシャイン!! The School Idol Movie Over the Rainbow（2019年、松浦果南[63]）
- 劇場版IDOL舞SHOW（2022年、羽美野りさ[64]）

### OVA
- 蒼い世界の中心で（2013年、ヤヤ[65]）（※DVD下巻特典映像「王女クリスタル」に出演）

### Webアニメ
- 刹界エイトレイド（2018年 - 2019年、一乃木ハルア）
- 新米錬金術師の店舗経営 ミニアニメ（2022年、ケイト・スターヴェン、空想のお友達）
- 幻日のヨハネ -SUNSHINE in the MIRROR- 光景記（2022年、カナン[60]）

### ゲーム
2015年
- 車なごコレクション（マーチ、ビュート）
- 激次元タッグ ブラン+ネプテューヌVSゾンビ軍団（女子小学生）
- 超次元大戦 ネプテューヌVSセガ・ハード・ガールズ 夢の合体スペシャル
- 帝国海軍恋慕情〜明治横須賀行進曲〜
- BELIEVER!
- リベリオンブレイド（パーニャ）

2016年
- ウチの姫さまがいちばんカワイイ（天狗姫 この葉）
- 円環のパンデミカ code-S-（明峰ミチル）
- 乖離性ミリオンアーサー（擬人型チアリーイーター、神装型シャスティ、支援型ハート、パンアー、神話型ヘル）
- ぐるモン（プッチドラ、カステリア）
- 消滅都市2（マミ）
- セブンナイツ（スライム ポポ、リナ、キャティ）
- ソラヒメ 〜ACE VIRGIN〜（アブロバルカン、XC-2）
- トリックスター 召喚士になりたい（光の聖女コイオス、のこぎりルーシー、強運のアリス）
- ラブライブ! スクールアイドルフェスティバル（2016年 - 2023年、松浦果南）
- ワールドクロスサーガ -時と少女と鏡の扉-（エルルーン）

2017年
- デスティニーチャイルド（ディナシー）
- 魔法陣少女 ノブナガサーガ（シュウユ）

2018年
- かんぱに☆ガールズ（エイル・ボーフォート）
- ルナプリ from 天使帝國（ジェシカ）
- ぷちぐるラブライブ!（松浦果南）
- グランブルーファンタジー（松浦果南）

2019年
- アトリエオンライン 〜ブレセイルの錬金術士〜（ベルベイヌ）
- ホッピングガールこはね ジャンピングキングダム -黒兎の姫-（桃乃小跳）
- Shadowverse（松浦果南）
- ラブライブ! スクールアイドルフェスティバル ALL STARS（2019年 - 2023年、松浦果南）
- デュエル・マスターズ プレイス（2019年 - 2020年、トット・ピピッチ、無垢の宝剣、春風妖精ポップル）

2020年
- 痛いのは嫌なので防御力に極振りしたいと思います。〜らいんうぉーず！〜（ユイ）
- ART CODE SUMMONER（レオナルド・ダ・ヴィンチ）
- エースヴァージン：再出撃（デファイアント、バルカン）
- セブンズストーリー（ユイ）
- セブンナイツ〜時空の旅人〜（リナ）
- 少女☆歌劇 レヴュースタァライト -Re LIVE-（松浦果南）
- グリザイア クロノスリベリオン（2020年 - 2023年、漆葉小宵） - 2作品

2021年
- ワールドフリッパー（トーリア）
- ラブライブ!スクールアイドルフェスティバル 〜after school ACTIVITY〜 わいわい!Home Meeting!!（松浦果南）
- Relayer（エイト）
- ラグナドール 妖しき皇帝と終焉の夜叉姫（雨女）

2023年
- ラブライブ! スクールアイドルフェスティバル2 MIRACLE LIVE!（2023年 - 2024年、松浦果南）
- 六本木サディスティックナイト（森口シオリ）
- 逆転オセロニア（ドロッセル）
- 幻日のヨハネ -BLAZE in the DEEPBLUE-（カナン）

2024年
- 幻日のヨハネ NUMAZU in the MIRAGE（カナン）

### 吹き替え
- ゴーギャン タヒチ、楽園への旅（2018年、路地の女(1)）
- DCスーパーヒーロー・ガールズ（2021年、17話・18話）[106]

### ナレーション
- 底々グラドルの上々上等（2018年 - 、エンタメ〜テレ）[107]

### ラジオ
※はインターネット配信。
- アニラブ!ガチャガチャ（2012年 - 2013年、超!A&G+※）[9]
- 物活動ラジオ ジュニアガールズパーティ（2013年 - 2014年、超!A&G+※）[27]
- ちかQプレゼンツ うるめいつのうりきれ!ごめん!（2014年、超!A&G+※）
- すわわのSmiley Stream（2013年 - 2014年、sora×niwa原宿）[2]
- 諏訪ななか・高林大旗のミュージック+30（2014年、超!A&G+※）[108]
- 井澤美香子・諏訪ななかのふわさた（2015年 - 2022年、超!A&G+※・AG-ON Premium※）[109]
- 諏訪ななか・近藤玲奈のバトルアスリーテス大運動会 ReSTART!音楽部!（2021年、HiBiKi Radio Station※・YouTube※）[110]
- 諏訪ななかはキミとワープする（2025年 - 、YouTube『QINOCOP TV』）[111]

### インターネットテレビ
※はインターネット配信。
- 諏訪ななかのすわわーるど（2017年 - 2019年、ニコニコ生放送※）[112]
- 諏訪ななかの諏訪七課（2021年 - 、ニコニコ生放送※）[113]

### テレビ番組
- さんまの東大方程式第4弾[114]（2017年9月27日、フジテレビ系列。「シークレットゲスト」として登場）

### ドラマCD
- 少年王女 ドラマCD第2巻（2017年[115]）
- 理想のヒモ生活（2019年、ドロレス[116]） - 小説12巻ドラマCD付き限定特装版
- IDOL舞SHOW エピソードZERO（2020年、羽美野りさ[117]）
- 痛いのは嫌なので防御力に極振りしたいと思います。（2021年、ユイ[118]） - 小説11巻ドラマCD付き特装版

### オーディオドラマ
- 西野 〜学内カースト最下位にして異能世界最強の少年〜（2019年、ガブリエラ[119]）
- 新米錬金術師の店舗経営 ASMRボイスドラマ（2023年、ケイト・スターヴェン）

### 朗読劇
- eeo Stage reading朗読劇「はなしぐれ」（2024年1月27日・28日、CBGKシブゲキ!!） - 島崎美波 役[120]
- ネコたん！〜猫町怪異奇譚〜（2024年5月17日、あうるすぽっと） - 龍石李依 役[121]
- 朗読劇「成瀬は天下を取りにいく」（2025年9月14日〈予定〉、草月ホール） - 島崎みゆき 役[122]

### その他コンテンツ
- アニメミライ2014 公式リポーター（シンエイ動画「パロルのみらい島」担当[8]
- AT-X フレッシュ夏フェス隊！（2015年度）
- 猫ブース鬼パーセント芋!! アシスタント
- 静岡新聞2018年2月15日付朝刊 インタビュー記事[123]
- 温泉むすめ（上諏訪雫音）[124]
- TRUE WIRELESS STEREO EARPHONES 諏訪ななか モデル（2020年、オリジナル音声[125]）
- パラディゾ プロジェクト 〜ナマケモノナースと癒しの寝床〜 ASMR（2022年、ナマケモノの獣人ナース[126]）
- デジタルコミック『マーガレット2044』（2022年、マーガレット[127]）

## ディスコグラフィ

### シングル
|            | 発売日        | タイトル       | 規格品番     | 規格品番   | オリコン 最高位 |
| 初回限定盤 | 発売日        | タイトル       | 通常盤       |            | オリコン 最高位 |
| ---------- | ------------- | -------------- | ------------ | ---------- | --------------- |
| 1st        | 2021年4月21日 | コバルトの鼓動 | COZC-1739/40 | COCC-17869 | 18位            |
| 2nd        | 2022年11月2日 | Fine Days      | COZC-1950/1  | COCC-18043 | 9位             |

### 配信シングル
| 発売日         | タイトル       | 品番       | 備考    |
| -------------- | -------------- | ---------- | ------- |
| 2023年12月20日 | My Step        | COKM-44674 | [ 129 ] |
| 2024年3月20日  | World of Words | COKM-44794 | [ 130 ] |
| 2024年6月19日  | 花言葉         | COKM-44957 | [ 131 ] |
| 2024年9月18日  | 連なって       | COKM-45252 | [ 132 ] |

### アルバム

#### フルアルバム
|             | 発売日        | タイトル       | 規格品番    | 規格品番    | 規格品番   | オリコン 最高位 |
| 初回限定盤A | 発売日        | タイトル       | 初回限定盤B | 通常盤      |            | オリコン 最高位 |
| ----------- | ------------- | -------------- | ----------- | ----------- | ---------- | --------------- |
| 1st         | 2020年5月13日 | So Sweet Dolce | COZX-1643/4 | COZX-1645/6 | COCX-41109 | 6位             |

#### ミニアルバム
|     | 発売日         | タイトル        | 規格品番                                                 | オリコン 最高位 |
| --- | -------------- | --------------- | -------------------------------------------------------- | --------------- |
| 1st | 2020年11月4日  | Color me PURPLE | COZX-1685/6（CD+BD） SACX-1068/9（パープルエディション） | 19位            |
| 2nd | 2021年11月24日 | Winter Cocktail | COZX-1834/5（CD+BD） COZX-1836/7（CD+DVD）               | 35位            |

#### コンセプトミニアルバム
|     | 発売日         | タイトル       | 規格品番                               | オリコン 最高位 |
| --- | -------------- | -------------- | -------------------------------------- | --------------- |
| 1st | 2023年5月10日  | Starry Garden  | COZX-1990/1（CD+DVD） COCX-42004（CD） | 9位             |
| 2nd | 2024年10月30日 | 足跡が紡ぐ世界 | COZX-2126/7（CD+DVD） COCX-42372（CD） | 28位            |

### タイアップ曲
| 楽曲           | タイアップ                                                            | 時期   |
| -------------- | --------------------------------------------------------------------- | ------ |
| コバルトの鼓動 | テレビアニメ『バトルアスリーテス大運動会 ReSTART!』オープニングテーマ | 2021年 |
| Fine Days      | テレビアニメ『新米錬金術師の店舗経営』エンディングテーマ              | 2022年 |
| 春待歌         | テレビアニメ『精霊幻想記2』エンディングテーマ                         | 2024年 |

### キャラクターソング
| 発売日        | 商品名                                                             | 歌                                        | 楽曲                                                          | 備考                                                  |
| ------------- | ------------------------------------------------------------------ | ----------------------------------------- | ------------------------------------------------------------- | ----------------------------------------------------- |
| 2020年1月8日  | カレント・ザナドゥ                                                 | X-UC                                      | 「カレント・ザナドゥ」 「Smile×Work!」                        | 『IDOL舞SHOW』関連曲                                  |
| 2020年1月8日  | カレント・ザナドゥ 通常盤                                          | NO PRINCESS、三日月眼、X-UC               | 「SENRAN!アイドル天下道へ」                                   | 『IDOL舞SHOW』関連曲                                  |
| 2020年10月7日 | Papier Mache IDOL                                                  | X-UC                                      | 「Papier Mache IDOL」 「Brave Call! 〜& Just Now We come!〜」 | 『IDOL舞SHOW』関連曲                                  |
| 2022年6月22日 | YEAH SAY YEAHHH!/無限日本列島LOVE/パステルグレイ                   | X-UC                                      | 「パステルグレイ」                                            | 劇場アニメ『劇場版IDOL舞SHOW』エンディングテーマ      |
| 2022年6月22日 | YEAH SAY YEAHHH!/無限日本列島LOVE/パステルグレイ @Loppi・HMV限定盤 | NO PRINCESS、三日月眼、X-UC               | 「SENRAN! アイドル天下道へ2022」                              | 劇場アニメ『劇場版IDOL舞SHOW』テーマソング            |
| 2024年6月15日 | あめあめ、ふれふれ                                                 | 大蛇ノ國バンド（Vo.：雨女（諏訪ななか）） | 「あめあめ、ふれふれ」                                        | ゲーム『ラグナドール 妖しき皇帝と終焉の夜叉姫』関連曲 |

### その他参加作品
| 発売日        | 商品名                    | 歌               | 楽曲                       | 備考                                      |
| ------------- | ------------------------- | ---------------- | -------------------------- | ----------------------------------------- |
| 2014年1月10日 | Amazing Happy Man!!!!!    | Supreme Daydream | 「Amazing Happy Man!!!!!」 | ラジオ『本気!アニラブ』オープニングテーマ |
| 2023年4月26日 | CrosSing Collection vol.2 | 諏訪ななか       | 「Fantastic future」       | 『CrosSing - Music＆Voice-』関連曲        |

## 書籍

### 写真集
- 7ct -Nanacarat（2018年11月2日、主婦の友社、撮影：中原幸）ISBN 978-4-07-433621-0

### 雑誌
- 『ヤングドラゴンエイジ VOL.6』（KADOKAWA、2021年3月29日発売）[136]